# Jaroslav Moták
Jaroslav Moták (Holešov, 17 aprile 1909 – 20 giugno 1984) è stato un calciatore cecoslovacco, di ruolo attaccante.

## Carriera

### Nazionale
Il 6 settembre 1935 esordisce in Nazionale contro la Jugoslavia (0-0).